# Permiso de permanencia temporal
Permiso de permanencia temporal, conocido en inglés como Parole, en las leyes de inmigración de los Estados Unidos, generalmente se refiere al permiso oficial para ingresar y permanecer temporalmente en los Estados Unidos, bajo la supervisión del Departamento de Seguridad Nacional (DHS), sin admisión formal, y mientras permanezca un solicitante de admisión.

## Categorías
Entre las categorías de permiso de permanencia temporal se encuentran el permiso de permanencia temporal en el puerto de entrada (port-of-entry parole), el permiso humanitario de permanencia temporal (humanitarian parole), el permiso de permanencia temporal en el país (parole in place), el permiso de permanencia temporal relacionada con la expulsión (removal-related parole), y el permiso adelantado (advance parole) (normalmente solicitada por personas dentro de los Estados Unidos que necesitan viajar fuera de los EE. UU. sin abandonar su estatus, tales como solicitantes de estatus LPR, titulares y solicitantes de TPS y personas con otras formas de permiso de permanencia temporal).
Permiso de permanencia temporal también ha sido utilizada sistemáticamente por algunas administraciones presidenciales para traer a los Estados Unidos a grupos específicos de ciudadanos extranjeros, muchos de los cuales pueden clasificarse como programas de permiso de permanencia temporal relacionados con refugiados, programas de permiso de permanencia temporal para reunificación familiar y programas de permiso de permanencia temporal para cubanos. El uso de la autoridad amplia de permiso de permanencia temporal ha sido controvertido y está sujeto a limitaciones y modificaciones con el tiempo.

### Humanitario
El permiso humanitario de permanencia temporal se concede sólo en circunstancias excepcionales y caso por caso a discreción del DHS.

#### Unidos por Ucrania
El programa Unidos por Ucrania permite a los ciudadanos ucranianos y a sus familiares directos ingresar a Estados Unidos por un período de dos años si un patrocinador estadounidense acepta apoyarlos financieramente. Se implementó en respuesta a la crisis de refugiados ucranianos debido a la invasión rusa de Ucrania en 2022.

#### Procesos para cubanos, haitianos, nicaragüenses y venezolanos
Siguiendo el modelo del programa Unidos por Ucrania, los ciudadanos de estos cuatro países latinoamericanos pueden obtener permiso para ingresar a Estados Unidos por un período de dos años si un patrocinador estadounidense acepta apoyarlos. El programa permite que un total combinado de 30.000 personas por mes de los cuatro países ingresen a los EE. UU. El programa se implementó en respuesta al gran número de personas de estos países que cruzaban a los EE. UU. por la frontera suroeste.

### Reunificación familiar

#### Cuba y Haití
Según el Programa de Permiso de Reunificación Familiar Cubano (CFRP) y el Programa de Permiso de Reunificación Familiar Haitiano (HFRP), ciertos ciudadanos estadounidenses elegibles y residentes permanentes legales son elegibles para solicitar permiso de permanencia temporal para sus familiares en Cuba o Haití. Si al familiar se le concede el permiso de permanencia temporal, se le permitiría ingresar a los EE. UU. antes de que sus visas de inmigrante estuvieran disponibles. Después de ingresar a los EE. UU. bajo permiso de permanencia temporal, el miembro de la familia tendría que esperar a que llegue la fecha de prioridad de su visa de inmigración antes de solicitar el estatus de residente permanente legal, aunque mientras tanto el miembro de la familia tendría la opción de solicitar una autorización de trabajo discrecional.

#### El Salvador, Guatemala, y Honduras
En 2014, el presidente Barack Obama estableció el Programa de Refugiados y Permisos Humanitarios para Menores Centroamericanos (CAM) para brindar a ciertos niños, jóvenes y familiares que escapan de la violencia, la persecución u otras situaciones humanitarias en El Salvador, Guatemala y Honduras la oportunidad de ingresar. Estados Unidos como refugiados o personas en permiso de permanencia temporal. En su forma actual, el Programa CAM permite a los padres o tutores legales de 18 años de edad o más que se encuentren en los Estados Unidos como residentes permanentes legales, o con Estatus de Protección Temporal, permiso de permanencia temporal por más de un año, acción diferida por más de un año, salida forzosa diferida, retención de expulsión o con una solicitud de asilo pendiente o una petición de visa U presentada antes del 15 de mayo de 2021, para solicitar que sus hijos y otros familiares elegibles vengan a los Estados Unidos como refugiados o personas en permiso de permanencia temporal. Para que cualquier miembro del hogar sea elegible, el "hijo calificado" debe ser menor de 21 años al momento de la solicitud, soltero, nacional de El Salvador, Guatemala u Honduras y ubicado físicamente en el país. de origen u otro de los tres países. Otros familiares elegibles incluyen a los padres del niño calificado que vive en El Salvador, Guatemala u Honduras y sus otros hijos y cónyuge en ciertos casos; cuidadores primarios y hermanos de un niño calificado; y el hijo soltero de un hijo calificado menor de 21 años.
Después de que un padre o tutor legal calificado presenta una solicitud (una Declaración jurada de parentesco) ante la Oficina de Población, Refugiados y Migración del Departamento de Estado de EE. UU. a través de una Agencia de Reasentamiento de EE. UU., los niños y los familiares elegibles se someten a una entrevista de preselección con la Organización Internacional para las Migraciones en el país donde se encuentran, completar una prueba de ADN (cuando corresponda) y pasar por una entrevista de refugiado con USCIS. Los solicitantes no podrán tener un abogado presente durante las entrevistas. Todos los solicitantes son inicialmente considerados para el estatus de refugiado. Las personas consideradas no elegibles para el estatus de refugiado son automáticamente consideradas para el permiso de permanencia temporal caso por caso por razones humanitarias urgentes o por un beneficio público significativo. Las denegaciones de la condición de refugiado no se pueden apelar, pero una Solicitud de Revisión está disponible para las personas a las que se les niegan solicitudes de asilo y se les niega el estatus de permiso de permanencia temporal en algunos casos y debe presentarse dentro de los 90 días de haber sido notificadas de la decisión negativa.
Las personas a las que se les concede el estatus de refugiado y permiso de permanencia temporal deben completar un examen médico y una verificación de seguridad previa antes de viajar a los Estados Unidos. Los refugiados deben solicitar la residencia legal permanente después de un año de tener el estatus de refugiado y pueden solicitar la ciudadanía después de haber mantenido el estatus de residencia legal permanente durante aproximadamente cinco años. Si a una persona se le aprueba el permiso de permanencia temporal, puede ingresar legalmente y vivir temporalmente en los EE. UU. sin acumular presencia ilegal durante el período de permiso de permanencia temporal. Las personas en permiso de permanencia temporal de CAM son elegibles para solicitar autorización de trabajo y pueden solicitar otra forma de alivio migratorio para asegurar un estatus permanente. En este momento, el permiso de permanencia temporal de CAM se emite por un período de tres años y es renovable.
El programa CAM ha estado operativo en varias iteraciones. Durante el Programa CAM inicial, que funcionó de 2014 a 2017, más de 12 000 personas presentaron su solicitud, y alrededor de 3000 ingresaron a los Estados Unidos antes de que la administración Trump lo cancelara mediante una serie de acciones en 2017 y 2018. Los defensores demandaron a la administración Trump por poner fin ilegalmente al Programa CAM en un caso llamado SA v. Trump. El litigio dio lugar a un acuerdo de conciliación que continúa aplicándose a partir de enero de 2023. A través de este litigio, desde 2019, más de 1.600 personas han obtenido permiso de permanencia temporal para ingresar a los Estados Unidos.
La administración Biden reinició el Programa CAM en dos etapas. Desde marzo de 2021, cuando reabrió el Programa CAM solo para algunas solicitudes presentadas originalmente entre 2014 y 2017 (aquellas que no habían recibido una entrevista antes de que se cerrara su caso), aproximadamente varios cientos de beneficiarios de CAM han llegado a Estados Unidos. Desde septiembre de 2021, cuando la administración Biden reabrió el Programa CAM para nuevas solicitudes, se estima que se presentaron varios cientos de nuevas solicitudes. En el primer año de aceptación de nuevas solicitudes, no se completó ningún caso y resultó en que un beneficiario viajara a los Estados Unidos. Desde que se reinició el Programa, ha operado a una fracción de la capacidad que lo hizo en sus primeros años. En la Fase Uno, USCIS comenzó a procesar nuevas solicitudes y reabrió algunos casos terminados en 2018. La Fase Dos se anunció el 15 de junio de 2021 y el Programa comenzó a aceptar solicitudes el 14 de septiembre de 2021. Varios obstáculos han impedido que muchas personas calificadas presenten solicitudes y procesar los obstáculos, han limitado la pronta adjudicación de casos y han impedido que la mayoría de los demás sean reasentados.
En enero de 2022, quince estados, encabezados por el fiscal general de Texas, Ken Paxton, presentaron una demanda para poner fin al programa y bloquear a los niños elegibles que huyen de la violencia de obtener un camino seguro y legal de protección en los Estados Unidos. En mayo de 2022, dos padres que buscaban activamente protección CAM para sus hijos intervinieron en la demanda como acusados para presentar pruebas del impacto del programa.

#### Programa de Permisos de Ingreso para Filipinos Veteranos de la Segunda Guerra Mundial
Según el Programa de Permisos de Ingreso para Filipinos Veteranos de la Segunda Guerra Mundial, los veteranos filipinos de la Segunda Guerra Mundial y sus cónyuges que sean ciudadanos estadounidenses y residentes permanentes legales eran elegibles para solicitar el permiso de permanencia temporal para ciertos miembros de la familia. Tras la Orden Ejecutiva 13767 del presidente Donald Trump, que instruyó al Secretario de Seguridad Nacional a ejercer su autoridad de permiso de permanencia temporal "solo cuando un individuo demuestre razones humanitarias urgentes o un beneficio público significativo derivado de dicha permiso de permanencia temporal", el Programa de Permisos de Ingreso para Filipinos Veteranos de la Segunda Guerra Mundial fue terminado. No se aceptan nuevas solicitudes bajo el programa, aunque las personas que ya están en estado de permiso de permanencia temporal continúan manteniendo ese estado hasta su fecha de vencimiento, pueden solicitar un nuevo permiso de permanencia temporal y pueden solicitar un ajuste de estado cuando sean elegibles para hacerlo.

### Emprendedores de nueva creación
En 2017, el DHS publicó una nueva regla, vigente a partir del 17 de julio de 2017, que agrega nuevas disposiciones sobre el uso de permiso de permanencia temporal caso por caso con respecto a empresarios de entidades de nueva creación que demuestren que brindarán un beneficio público significativo. a los Estados Unidos.
En mayo de 2018, el DHS publicó una regla propuesta para eliminar esas regulaciones del IEP. Al 10 de febrero de 2020, USCIS había recibido un total de 28 solicitudes de IEP, de las cuales 1 fue aprobada, 22 fueron rechazadas, 3 fueron retiradas y 2 estaban pendientes.

### Reconstruir mejor
Una disposición propuesta en la legislación Build Back Better propuesta por Joe Biden otorgaría permiso de permanencia temporal de inmigración a unos ocho millones de ex inmigrantes indocumentados que viven en el país desde 2011 o antes. El permiso de permanencia temporal, que permitiría a los inmigrantes trabajar y entrar y salir libremente del país, se concedería por cinco años y sería renovable por otros cinco años hasta un máximo de diez años.

## Permiso adelantado (Advance parole)

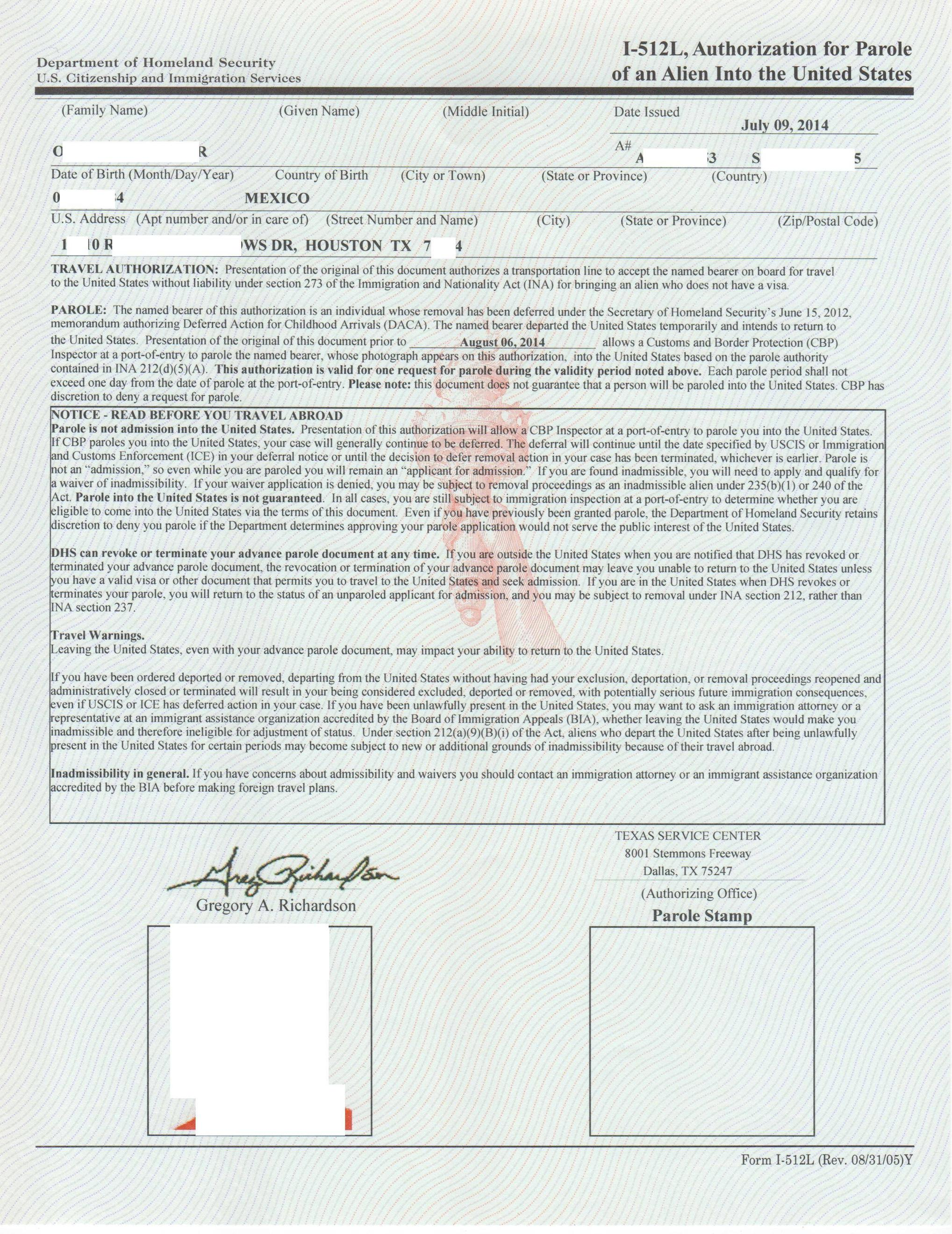
Un Formulario I-512L, Autorización de Permiso de Ingreso para un Extranjero a los Estados Unidos (un formulario de Permiso Adelantado), emitido a un beneficiario de DACA en 2014, que permite a un oficial de Aduanas y Protección Fronteriza de los Estados Unidos permitir que el nacional extranjero nombrado ingrese a los Estados Unidos bajo la autoridad de permiso de permanencia temporal que se encuentra en la sección 212(d)(5)(A) de la Ley de Inmigración y Nacionalidad.

Permiso adelantado, conocido en inglés como Advance parole, es un permiso para que un nacional no estadounidense, que no tiene una visa de inmigrante válida, solicite el reingreso a los Estados Unidos después de viajar al extranjero y abandone temporalmente los EE. UU. sin abandonar su estatus migratorio en curso. Tales personas incluyen aquellas que han solicitado ajustar su estatus al de residente permanente o cambiar su estatus de no inmigrante.
El permiso adelantado debe aprobarse antes de que el solicitante abandone los Estados Unidos, o se debe denegar cualquier solicitud de residencia a menos que el extranjero demuestre circunstancias excepcionales. Se otorga cuando el documento de inmigración Formulario I-512 es emitido por el Servicio de Ciudadanía e Inmigración de los Estados Unidos (USCIS), que permite que un extranjero obtenga permiso de permanencia temporal para ingresar a los Estados Unidos. No es una visa estadounidense ni un permiso de reingreso; sólo se expide a personas sin residencia permanente.
Para obtener un permiso adelantado de viaje, el solicitante debe presentar el Formulario I-131 ("Solicitud de Documento de Viaje"), con la documentación de respaldo, fotografías y la tarifa, en una oficina local de USCIS o en el centro de servicios que tenga jurisdicción sobre su lugar de residencia.

### Elegibilidad
Los extranjeros en los Estados Unidos necesitan un permiso adelantado si tienen:
- una solicitud de ajuste de estatus pendiente.
- sido admitido como refugiado o se le haya concedido asilo.
- han recibido beneficios bajo el Programa de Unidad Familiar.
- se le ha concedido el Estatus de Protección Temporal (TPS).
- una solicitud de asilo pendiente.
- una razón emergente personal o de buena fe para viajar temporalmente al extranjero.

Los extranjeros que tengan visas K-3 o K-4 válidas, así como visas H-1 (trabajador temporal en una ocupación especializada) o L-1 (traslado dentro de la empresa) y sus dependientes en estatus H-4 o L-2 que han solicitado ajuste de estatus no tienen que solicitar permiso anticipado siempre y cuando mantengan su estatus de no inmigrante.
Los extranjeros en los Estados Unidos no son elegibles para un permiso adelantado si:
- en los Estados Unidos sin un estatus migratorio válido.
- un extranjero de intercambio sujeto al requisito de residencia en el extranjero.
- el beneficiario de una factura privada.
- en procedimientos de deportación.

### Tarjeta de autorización

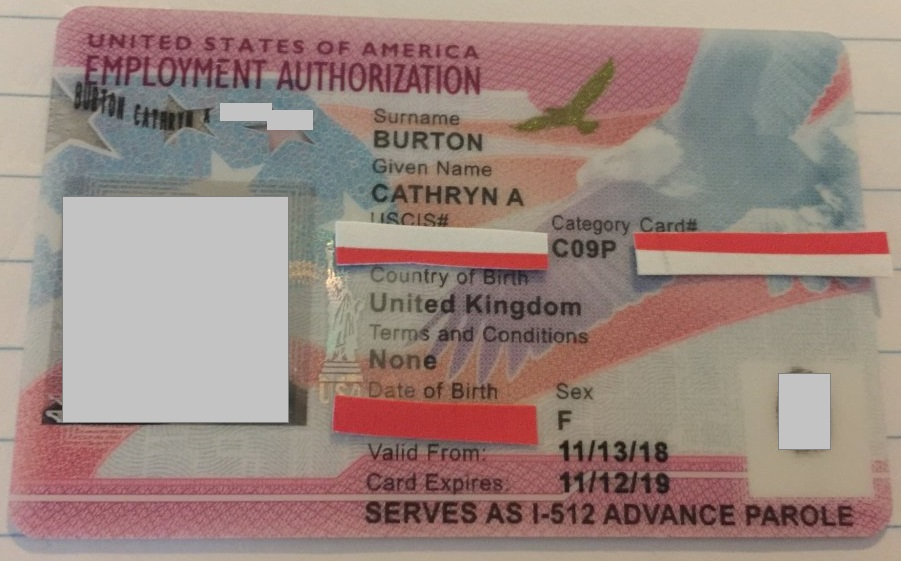
Un Formulario I-766, Documento de Autorización de Empleo, emitido a un solicitante de ajuste de estatus por parte de USCIS en noviembre de 2018, y que señala en la parte inferior que la tarjeta también sirve como Formulario I-512 que proporciona Permiso Adelantado (tarjeta combinada EAD-AP).

El permiso adelantado puede venir en una hoja de papel tamaño carta titulada "Autorización de Permiso de Ingreso para un Extranjero a los Estados Unidos" ("Authorization for Parole of an Alien Into the United States"). Para los solicitantes que solicitan permiso adelantado de viaje junto con un documento de autorización de empleo (EAD), USCIS emite una "tarjeta combinada", una variante de la tarjeta EAD que contiene las palabras "SIRVE COMO I-512 PERMISO ADELANTADO" ("SERVES AS I-512 ADVANCE PAROLE").

### Reingreso a los Estados Unidos
El permiso adelantado no garantiza el reingreso a los Estados Unidos. Los extranjeros que han obtenido el permiso adelantado todavía están sujetos al proceso de inspección de Aduanas y Protección Fronteriza de EE. UU. en el puerto de entrada. Sin embargo, los extranjeros que de otro modo serían automáticamente inadmisibles debido a un período de presencia ilegal, no serán inadmisibles si tienen permiso adelantado.

## Camino hacia la residencia permanente legal
Originalmente, la Ley de Inmigración y Nacionalidad de 1952 no contenía disposiciones para que una persona en permiso de permanencia temporal solicitara un ajuste de estatus, que normalmente es el proceso estándar para obtener el estatus de residencia permanente legal (titular de la tarjeta verde) mientras se encuentra en los Estados Unidos.
En 1960, se enmendó la sección 245(a) de la INA para permitir el ajuste de estatus de un extranjero que había sido inspeccionado y admitido, o puesto en permiso de permanencia temporal, en los Estados Unidos, sujeto a una serie de requisitos y restricciones. Entre los requisitos, una persona debe ser elegible para recibir una visa de inmigrante y debe tener una visa de inmigrante disponible de inmediato para poder ajustar su estatus.